# XO-5b
XO-5b(固有名:Makropulos)とは、地球からやまねこ座の方角に850光年離れた位置にある太陽系外惑星である。XO計画の恒星面通過（トランジット）の観測で2008年に発見された。

## 特徴
XO-5b は木星の1.15倍の質量と1.15倍の半径を持っており、平均密度は水とほぼ同じ1.02g/cm3である。スペクトル型G型の恒星XO-5の至近距離を公転しており、他のトランジット惑星の大部分と同じようにホット・ジュピターに分類される。軌道を一回りするのに要する時間は4.19日で、主星からは0.0508 au）離れている。惑星の軌道は真円に近く、ホットジュピターとしては典型的である。また、惑星大気の上部にはリチウム・ナトリウム・カリウムの雲が、深部にはケイ酸塩の雲が存在している可能性がある。

## 名称
2019年、世界中の全ての国または地域に1つの系外惑星系を命名する機会を提供する「IAU100 Name ExoWorldsプロジェクト」において、XO-5b はチェコ共和国に割り当てられる系外惑星となった。このプロジェクトは、「国際天文学連合100周年事業」の一環として計画されたイベントの1つで、チェコ国内での選考、国際天文学連合 (IAU) への提案を経て太陽系外惑星とその主星に固有名が承認されるものであった。2019年12月17日、IAUから最終結果が公表され、XO-5はAbsolutno、XO-5 bはMakropulosと命名された。これらはいずれもチェコの作家カレル・チャペックの著作のタイトルに由来しており、AbsolutnoはSF小説Továrna na absolutno（邦題「絶対製造工場」）に、Makropulosは戯曲Věc Makropulos（邦題「マクロプロス事件」）に、それぞれちなんで名付けられた。